# Mary Landrieu
Mary Loretta Landrieu (n. 23 de noviembre de 1955) es una política estadounidense que se desempeñó como senadora por el Partido Demócrata de los Estados Unidos por el Estado de Luisiana. Es hija del antiguo alcalde de Nueva Orleans Maurice Edwin "Moon" Landrieu y hermana del actual teniente gobernador de Luisiana Mitch Landrieu. Bajo los estándares nacionales se considera a Landrieu como una de las políticas más conservadoras del Partido Demócrata en el Senado. 
Nació en Arlington, Virginia, y fue criada en Nueva Orleans, Luisiana. Fue criada como católica y estudio en la academia Ursuline Academy de Nueva Orleans. Se graduó de la universidad Luisiana State University en Baton Rouge el año 1977 donde fue miembro de la fraternidad Delta Gamma. Fue miembro de la Cámara de Representantes de Luisiana desde 1980 hasta 1988. Luego fue "state treasurer" desde 1988 hasta 1996. Landrieu fue candidata para gobernador en 1995 sin éxito—terminó tercera en las primarias del estado.
Landrieu y su esposo, el abogado Frank Snellings (n. 1949), quien creció en Monroe, Luisiana, han adoptado a dos hijos, Connor y Mary Shannon.
Senadora de los Estados Unidos por el estado de Luisiana, desde 1997 ocupa un escaño en dicha Cámara.
El huracán Katrina destruyó su hogar en Nueva Orleans.

## Historia electoral
Senado de Estados Unidos, 1996
Primera vuelta, 21 de septiembre de 1996
| Candidato      | Afiliación  | Apoyo         | Resultado      |
| Woody Jenkins  | Republicano | 322,244 (26%) | Segunda vuelta |
| Mary Landrieu  | Demócrata   | 264,268 (22%) | Segunda vuelta |
| Richard Ieyoub | Demócrata   | 250,682 (20%) | Vencido        |
| David Duke     | Republicano | 322,244 (12%) | Vencido        |
| Otros          | n.a.        | 249,913 (20%) | Vencido        |

Segunda vuelta, 5 de noviembre de 1996
| Candidato     | Afiliación  | Apoyo         | Resultado |
| Mary Landrieu | Demócrata   | 852,945 (50%) | Electa    |
| Woody Jenkins | Republicano | 847,157 (50%) | Vencido   |

Senado de los Estados Unidos, 2002
Primera vuelta, 5 de noviembre de 2002
| Candidato            | Afiliación  | Apoyo         | Resultado      |
| Mary Landrieu        | Demócrata   | 573,347 (46%) | Segunda vuelta |
| Suzanne Haik Terrell | Republicano | 339,506 (27%) | Segunda vuelta |
| John Cooksey         | Republicano | 171,752 (14%) | Vencido        |
| Tony Perkins         | Republicano | 119,776 (10%) | Vencido        |
| Otros                | n.a.        | 41,952 (3%)   | Vencido        |

Segunda vuelta, 7 de diciembre de 2002
| Candidato            | Afiliación  | Apoyo         | Resultado |
| Mary Landrieu        | Demócrata   | 638,654 (52%) | Electa    |
| Suzanne Haik Terrell | Republicano | 596,642 (48%) | Vencida   |

- Datos: Q22338
- Multimedia: Mary Landrieu / Q22338